# Europejska Nagroda Muzyczna MTV dla najlepszego fińskiego wykonawcy
Europejska Nagroda Muzyczna MTV dla najlepszego fińskiego wykonawcy – nagroda przyznawana przez redakcję MTV Finlandia podczas corocznego rozdania MTV Europe Music Awards. Nagrodę dla najlepszego fińskiego wykonawcy po raz pierwszy przyznano w 2005 roku. W latach 1998–2004 fińscy artyści nominowani byli w kategorii dla najlepszego nordyckiego wykonawcy. O zwycięstwie decydują widzowie za pomocą głosowania internetowego i telefonicznego (smsowego).

## Laureaci oraz nominowani do nagrody MTV
| Rok  | Laureat           | Nominowani                                                          |
| ---- | ----------------- | ------------------------------------------------------------------- |
| 2005 | The Rasmus        | - 69 Eyes - Apocalyptica - HIM - Nightwish                          |
| 2006 | Poets of the Fall | - Lordi - PMMP - Olavi Uusivirta - Von Hertzen Brothers             |
| 2007 | Negative          | - HIM - Ari Koivunen - Nightwish - Sunrise Avenue                   |
| 2008 | Nightwish         | - Anna Abreu - Children of Bodom - Disco Ensemble - HIM             |
| 2009 | Deep Insight      | - Apulanta - Cheek - Disco Ensemble - Happoradio                    |
| 2010 | Amorphis          | - Apulanta - Chisu - Fintelligens - Jenni Vartiainen                |
| 2011 | Lauri Ylönen      | - Anna Abreu - Children of Bodom - Haloo Helsinki! - Sunrise Avenue |
| 2012 | Robin             | - Cheek - Chisu - Elokuu - PMMP                                     |
| 2013 | Isac Elliot       | - Anna Puu - Elokuu - Haloo Helsinki! - Mikael Gabriel              |
| 2014 | Isac Elliot       | - Kasmir - Robin - Nikke Ankara - Teflon Brothers                   |
| 2015 | JVG               | - Antti Tuisku - Kasmir - Mikael Gabriel - Robin                    |
| 2016 | Antti Tuisku      | - Evelina - Nikke Ankara - Teflon Brothers - Paula Vesala           |
| 2017 | Alma              | - Evelina - Haloo Helsinki! - Mikael Gabriel - Robin                |
| 2018 | JVG               | - Sanni - Evelina - Mikael Gabriel - Nikke Ankara                   |
| 2019 | JVG               | - Alma - Benjamin - Gettomasa - Robin Packalen                      |